# Лерт Володимир Володимирович
Володимир Володимирович Лерт (англ. Vladimir Lert) — кінорежисер, сценарист, продюсер, кліпмейкер.

## Життєпис
Народився 12 червня 1979 року в Ризі. Мати Белла була бухгалтером. Батько, Володимир старший, працював слюсарем на заводі і дуже любив кіно та не пропускав жодного нового фільму, що виходив у радянський прокат. Кожні вихідні Володимир разом зі своїм батьком проводили в кінотеатрах. У дитинстві Володимир вирішив пов'язати своє життя з кінематографом.
Після розвалу СРСР з батьками емігрував до США (Денвер).
У Колорадо працював починаючи від мийника посуду в ресторані до розвізника автодеталей.
У 2001 вирішив здійснити свою давню мрію. Він залишив батьків і переїхав до Каліфорнії, де вступив до двох навчальних закладів: Голлівудської кіношколи «Brooks Institute» і школи акторської майстерності «International Actors School» в Лос-Анджелесі.
Свою кар'єру в кіноіндустрії почав як помічник продюсера, одночасно підробляючи актором другого плану на зйомках багатьох відомих голлівудських картин.
У серпні 2006 Лерта запрошують до України режисером серії рекламних роликів. Закінчивши зйомки, задумав кіно та залишився в Києві.
Знімає фільм «Відторгнення» з Богданом Ступкою і Сергієм Бабкіним який виходить у прокат 2010 року. І відкриває кінофестиваль «Молодість».
Також зняв кліп до пісні гурту Бумбокс — «Наодинці», на сюжет свого фільму. Прем'єра кліпу відбулася на каналі MTV у грудні 2009 року.
У 2016 році зняв фільм «Ніч Святого Валентина». У зв'язку з тим, що початковий сценарій був не достатньо сильним, Лерт вирішив знімати на повній імпровізації. Тексти і події придумувалися прямо під час знімального процесу, а репліки іноді надсилались акторам по смс. У картині зіграли: Кирило Кяро, Даша Астаф'єва, Костянтин Войтенко, Валентина Войтенко, Олег Собчук.
Восени 2017 року в прокат вийшов фільм «Мир вашому дому!», котрий був представлена комісії Золотого глобуса [Архівовано 31 березня 2019 у Wayback Machine.] і переміг на Rhode Island International Film Festival 2019 в категорії — Найкращий повнометражний фільм, взявши перший приз.

## Фільмографія
- «Відторгнення» (2009)
- «Полонена» телефільм (2013)
- «Чарлі» (пілот) (2015)
- «Ніч святого Валентина» фільм (2016)
- «Мир вашому дому!» фільм (2017)

## Вибіркова відеографія
- Сценакардия «Самалеты» (рос.) (2006)
- Богдан Титомир — «Делай как я!» (рос.) (2007)
- Богдан Титомир — «Суперзвезда» (рос.) (2008)
- Бумбокс — «Наодинці» [Архівовано 5 серпня 2019 у Wayback Machine.] (2009)
- Бумбокс & PianoБой — «Этажи» [Архівовано 27 квітня 2020 у Wayback Machine.] (рос.) (2011)
- Стас Пьеха — «Мы расстались с тобой» (рос.) (2011)
- Бумбокс — «Сандали» [Архівовано 27 липня 2019 у Wayback Machine.] (рос.) (2011)
- Бумбокс — «Пошла вон!» [Архівовано 22 грудня 2019 у Wayback Machine.] (рос.) (2011)
- Витас & Ксенона — «Мне бы в небо»(рос.) (2012)
- Валерия — «Я буду ждать тебя»(рос.) (2012)
- Антон Лирник «Жигули»(рос.) (2012)
- Бумбокс — «Дитина» [Архівовано 9 грудня 2019 у Wayback Machine.] (2013)
- Бумбокс — «Пепел» [Архівовано 24 листопада 2019 у Wayback Machine.](рос.) (2013)
- Бумбокс — «Номер скрыт» [Архівовано 3 березня 2022 у Wayback Machine.] (рос.) (2014)
- O.Torvald — «Крик» [Архівовано 22 серпня 2020 у Wayback Machine.] (2015)

## Рекламні ролики
- Toyota Avensis (2012)
- Toyota Camry (2012)
- WELTRADE (2014)
- Bitfury (2014—2019)

### Інтерв'ю
- Интервью Владимира Лерта для LUXLUX.NET [Архівовано 10 липня 2019 у Wayback Machine.]
- Владимир Лерт в гостях у КП [Архівовано 30 березня 2019 у Wayback Machine.]

### Відео-інтерв'ю
- Владимир Лерт на MTV (часть 1)
- Владимир Лерт на MTV (часть 2)
- Интервью на Информатор FM 107,3
- Владимир Лерт — где брать деньги на кино, как встретиться с Энтони Хопкинсом / Слышь, Тарантино